# Kamila Chudzik
Kamila Chudzik, poljska atletinja, * 12. september 1986, Kielce, Poljska.
Nastopila je na poletnih olimpijskih igrah leta 2008, ko je dosegla petnajsto mesto v sedmeroboju. Na svetovnih prvenstvih je v isti disciplini osvojila bronasto medaljo leta 2009.